# Местрино
Местрѝно (на италиански: Mestrino; на венециански: Mestrin, Местрин) е град и община в Северна Италия, провинция Падуа, регион Венето. Разположен е на 20 m надморска височина. Населението на общината е 11 443 души (към 2014 г.).